# 岡田徹太郎
岡田 徹太郎（おかだ てつたろう、1971年3月18日 - ）は、日本の経済学者。香川大学経済学部教授。専門は、経済政策、財政学。博士（経済学）。

## 略歴
1971年 千葉県生まれ。1989年 私立麻布高等学校、1994年 信州大学経済学部経済学科を卒業。出版社勤務を経て、1997年 東京大学大学院経済学研究科修士課程を修了、1999年 東京大学大学院経済学研究科博士課程を退学し、香川大学助手として赴任。以後、2000年 カリフォルニア大学バークレー校客員研究員や、2004年 東京大学社会科学研究所客員助教授を兼務した後、2011年から香川大学経済学部の教授となる。2020年4月から同大 大学教育基盤センター 地域教育部長。2021年10月から同大 経済学部 副学部長（研究担当）。2024年4月から同大 大学教育基盤センター 調査研究部長。
2015年「市場志向の住宅・コミュニティ開発政策」で、東京大学より、博士（経済学）を取得。林健久（元地方財政審議会会長）、渋谷博史（東京大学名誉教授）、樋口均（信州大学名誉教授）、岡本英男（東京経済大学教授（同大学長））から、福祉国家財政論を引き継ぐ。2014年4月より日本財政学会・理事・監査、2018年 第75回全国大会実行委員長、2022年『財政研究』編集委員。2014年6月より日本地方財政学会・理事・監査、2020年6月から2023年6月まで国際担当常任理事。2022年4月より経済理論学会・幹事、2024年より『季刊 経済理論』編集委員会 副委員長、2025年同編集委員長など、学界の要職を歴任。
2016年 香川県行財政改革推進会議・議長、2021年 香川県労働委員会 公益委員、2023年 同会長をはじめ、香川県や高松市の審議会委員等を務める。

## 著書

### 単著
- 『アメリカの住宅・コミュニティ開発政策』（東京大学出版会、2016年）

### 共著
- （田辺国昭・岡田徹太郎・泉田信行 監修、国立社会保障・人口問題研究所 編）『日本の居住保障』（慶應義塾大学出版会、2021年）
- （持田信樹・今井勝人）『ソブリン危機と福祉国家財政』（東京大学出版会、2016年）
- （渋谷博史・中浜隆）『アメリカ・モデル福祉国家 I』（昭和堂、2010年）
- （渋谷博史・Ｃ．ウェザーズ）『アメリカの貧困と福祉』（日本経済評論社、2006年）
- （渋谷博史・内山昭・立岩寿一）『福祉国家システムの構造変化』（東京大学出版会、2001年）
- （坂本忠次・和田八束・伊東弘文・神野直彦）『分権時代の福祉財政』（敬文堂、1999年）

## 受賞
- 山陽放送学術文化財団 学術奨励賞（平成25年度）、2014年[14]
- 香川大学 学長表彰、2020年[15]

## 審議会委員等
- 観音寺市 行政改革推進委員会 会長 （令和6年（2024年）9月1日〜現在）[16]
- 香川県 行財政改革推進会議 議長（平成28年（2016年）12月1日〜現在）[17]
- 香川県労働委員会 公益委員（令和3年（2021年）12月1日〜）、会長（令和5年（2023年）12月1日〜現在）[18]
- 香川県広域水道企業団 経営懇談会 副会長（令和4年（2022年7月29日〜現在）[19]
- 香川県 特別職報酬等審議会 会長（平成30年（2018年）1月19日、令和6年（2024年）12月〜1月）[20] [21] [22]
- 高松市 都市計画道路網検討委員会 委員（平成30年（2018年）10月〜令和7年（2025年）3月31日）[23]
- 高松市 自主財源検討委員会 委員（令和元年（2019年）7月9日〜2020年3月31日）[24]
- 高松市 公共施設評価有識者会議委員 委員（平成29年（2017年）4月1日～平成31年（2019年）3月31日）[25]